# کارلوس کامپوس (بازیکن فوتبال)
کارلوس کامپوس (اسپانیایی: Carlos Campos‎؛ زادهٔ ۱۴ فوریهٔ ۱۹۳۷ – درگذشته ۱۱ نوامبر ۲۰۲۰) بازیکن فوتبال اهل شیلی بود.

## باشگاهی
از باشگاه‌هایی که در آن بازی کرده‌است می‌توان به باشگاه فوتبال اونیورسیداد شیلی اشاره کرد.

## تیم ملی
وی همچنین در تیم ملی فوتبال شیلی بازی کرده‌است.